# Yin T. Hsieh
Yin T. Hsieh (en mandarín tradicional: 謝英鐸) (Taiwán, 14 de abril de 1929) fue un científico y diplomático dominico-taiwanés considerado el "Padre del arroz dominicano" por sus aportes al desarrollo de tecnologías en favor del cultivo y la creación de decenas variedades de arroz.
Llegado a República Dominicana el 29 de diciembre de 1965, durante años se ha concentrado en esfuerzos por el mejoramiento genético del arroz. Sus trabajos han sido muy fecundos y su empeño y dedicación marcan un hito en el fortalecimiento y mejoramiento de las prácticas agrícolas usadas en el cultivo de arroz.
En este cultivo ha hecho grandes aportes en lo relativo a la producción, mejora y creación de decenas de variedades, resultado de su esfuerzo en el desarrollo de nuevas técnicas en la genética agrícola.

## Carrera en Taiwán
Antes de radicarse en la República Dominicana, Dr. Hsieh trabajó en el desarrollo de diversas variedades de arroz en Taiwán, incluyendo Kaohsiung 22, Kaohsiung 24, Kaohsiung 25, Kaohsiung 27, Kaohsiung 53, Kaohsiung 64, Kaohsiung 136, y Kaohsiung 137.